# Nicolas Pitz
Nicolas Pitz, né le 27 août 1984 à Saint-Josse-ten-Noode (région de Bruxelles-Capitale), est un auteur de bande dessinée belge.

## Biographie
Nicolas Pitz naît le 27 août 1984 à Saint-Josse-ten-Noode, une commune bruxelloise. Il fait ses études à l'École supérieure des arts Saint-Luc de Bruxelles en option bande dessinée où il étudie la bande dessinée pendant trois ans.
En 2010, il dessine et écrit l'album Luluabourg, pour le compte des éditions Manolosanctis. En 2020, il dessine Traquée la cavale d'Angela Davis sur un scénario de Fabien Grolleau, publié dans la collection « Karma » aux éditions Glénat. Ce one shot biographique porte sur Angela Davis. 
Nicolas Pitz vit et travaille en 2021 à Bruxelles. Il fait partie depuis 2012 de l’Atelier Mille avec plusieurs auteurs et dessinateurs de bande dessinées, dont Léonie Bischoff, Pierre Lecrenier, Tiffanie Vande Ghinste et Jérémie Royer,. En 2024, il sort l'adaptation en bande dessinée du roman Jusqu’ici tout va bien, de Gary D. Schmidt (en) publié aux éditions Rue de Sèvres dont Pierrot Fontanier, chroniqueur de Zoo le mag écrit : « Nicolas Pitz pose sa patte narrative et graphique sur le roman de Gary D. Schmidt. Il nous plonge dans cette histoire familiale attachante et révoltante. Son trait fin, les expressions délicates de ses personnages et la beauté des couleurs font de cette BD un très bon moment de lecture. ». L'album figure dans la sélection officielle du Festival d'Angoulême 2025. En 2025, il adapte le roman d'Edward van de Vendel (nl) : Le Choix de Sam paru aux mêmes éditions.
En outre, il contribue à l'album collectif David Bowie en BD, scénarisé par Thierry Lamy publié aux éditions Petit à petit en 2020,. Quatre ans plus tard, il contribue également à Led Zeppelin en bande dessinée sur le groupe Led Zeppelin.

## Œuvre

### Publications

#### Albums et romans graphiques
- Luluabourg[1], Manolosanctis, coll. « Karma », 21 octobre 2010, 80 pages  (ISBN 9782359760156)
- Les Jardins du Congo, La Boîte à bulles, coll. « Hors Champ », 22 août 2013, 137 pages (ISBN 9782849531761)[14],[15]
- Montana 1948[16],[17],[18], Éditions Sarbacane, Paris, 1er semestre 2017
Scénario : Larry Watson - Dessin et couleurs : Nicolas Pitz -  (ISBN 9782848659701),adaptation du roman de Larry Watson, 118 pages.
- La Bobine d'Alfred[19],[20],[21],[22],[23], Rue de Sèvres, Paris, 21 mars 2018
Scénario : Malika Ferdjoukh - Dessin et couleurs : Nicolas Pitz -  (ISBN 9782369815464),adaptation du roman de Malika Ferdjoukh, 88 pages.
- Sombres Citrouilles[24],[25],[26], Rue de Sèvres, scénario de Malika Ferdjoukh, 23 octobre 2019, 155 pages  (ISBN 9782369811398)
- Traquée la cavale d'Angela Davis[27],[3],[28],[29], Glénat, coll. « Karma », Grenoble, 21 octobre 2020
Scénario : Fabien Grolleau - Dessin et couleurs : Nicolas Pitz -  (ISBN 978-2-344-03449-1) — Format comics, 153 p..
- Hantée[30], Éditions Jungle, coll. « Frissons », Paris, 10 juin 2021
Scénario : Mikaël Ollivier - Dessin : Nicolas Pitz - Couleurs : 1ver2ânes -  (ISBN 978-2-8222-3263-0) — 130 p..
- Les Vous[31], Rue de Sèvres, adaptation du roman de Davide Morosinotto, 11 mai 2022, 134 pages  (ISBN 9782810202133)
- Jusqu'ici tout va bien[32],[33],[34],[35], Rue de Sèvres, Paris, 14 février 2024
Scénario, dessin et couleurs : Nicolas Pitz -  (ISBN 9782810203857),adaptation du roman de Gary D. Schmidt.
- Le Choix de Sam[10],[36],[37], Rue de Sèvres, Paris, 26 février 2025
Scénario, dessin et couleurs : Nicolas Pitz -  (ISBN 9782810207947),adaptation du roman de Edward van de Vendel.

#### Collectifs
- David Bowie en BD[12], Petit à petit, coll. « Légendes en BD », Rouen, 27 novembre 2020
Scénario : Thierry Lamy - Dessin : collectif dont Nicolas Pitz - Couleurs : quadrichromie -  (ISBN 978-2-380-46028-5),Cet album est traduit en anglais sous le titre David Bowie in comics[38], publié par North American Publisher en 2020  (ISBN 978-1-68112-298-4).
- Led Zeppelin en bande dessinée[13], Petit à petit, Rouen, 10 janvier 2024
Scénario : Thierry Lamy, Tony Lourenço - Dessin : collectif dont Nicolas Pitz - Couleurs : quadrichromie -  (ISBN 978-2-380-46186-2)

#### Autres
- Le Trésor de Barracuda[39], L'École des loisirs, illustrations du roman de Llanos Campos, 12 septembre 2018, 208 p.  (ISBN 9782211237246).

### Expositions individuelles
- Jusqu'ici tout va bien[40],[41], Gallery, Centre belge de la bande dessinée, Bruxelles du 19 septembre 2024 au 1er décembre 2024.

## Prix et distinctions
- 2018 :  prix Libbylit[42] décerné par l'IBBY, catégorie Roman junior, pour Le Trésor de Barracuda, avec Llanos Campos.

#### Livres
: document utilisé comme source pour la rédaction de cet article.
- Le 9e Rêve no 6, Bruxelles, Institut Saint-Luc de Bruxelles, École de recherche graphique, 2006, 144 p. (présentation en ligne), p. 65.
- Thierry Bellefroid et Jean-Marie Derscheid, 77 auteurs de bande dessinée en Wallonie et à Bruxelles, Bruxelles, Wallonie-Bruxelles International, 2017, 128 p. (ISBN 2-930071-83-4, lire en ligne), p. 91.
- Philippe Mellot, Michel Denni, Laurent Turpin et Isabelle Morzadec, Trésors de la bande dessinée : BDM 2021-2022 - Catalogue encyclopédique et Argus, Paris, Les Arènes, novembre 2020, 22e éd., 1700 p., ill. ; 23 cm (ISBN 9791037502582, OCLC 1240308146, présentation en ligne), p. 161, 579, 679, 764, 1043. .

#### Périodiques
- Hélène Beney, « Des bonbons ou un sort ? », Z00, no 74,‎ novembre-décembre 2019, p. 28.
- Paul Giner, « Sombres Citrouilles : corps de mort et peines de cœur », Casemate, no 130,‎ novembre 2019, p. 67.

#### Articles
- Nicolas Pitz (interviewé par Capitol), « Interview de Nicolas Pitz (Les Jardins du congo). », Samba BD,‎ 3 mars 2014 (lire en ligne, consulté le 29 mai 2023).
- Nicolas Pitz (interviewé par Christian Missia Dio), « Interviews : Nicolas Pitz (Jusqu’ici tout va bien) : « La vie de Doug est en noir et blanc, alors pourquoi me compliquer la tâche ? » », ActuaBD,‎ 31 octobre 2024 (lire en ligne, consulté le 22 novembre 2024).

### Podcasts
- Monsieur Iou et Nicolas Pitz Radio Grandpapier, intervenants : Monsieur Iou, Nicolas Pitz, émission du mercredi 25 avril 2018 (1 h 58 min 45 s).
- Les Cases font la Foire - Partie 2 : Jean-Christophe Chauzy, L'Homme étoilé, Anaïs Flogny, Mathilde Ducrest, Olivier Grenson, Wide Vercnocke, Jean-David Morvan, Nicolas Pitz et Yslaire sur Auvio , présentation : Thierry Bellefroid (48 min 16 s), 5 avril 2024.